# الإمبراطورة (مسلسل 2022)
مسلسل الامبراطورة The Empress هو مسلسل درامي تاريخي صدر عام 2022 عن حياة الإمبراطورة إليزابيث من النمسا من بطولة Devrim Lingnau في دور الإمبراطورة إليزابيث جنبًا إلى جنب مع فيليب فروسون في دور فرانز جوزيف. تم إصدار المسلسل على نتفليكس في 29 سبتمبر 2022.

## القصة
تقع الأميرة البافارية إليزابيث الملقبة ب«سيسي» البالغة من العمر ستة عشر عامًا في حب خطيب أختها الإمبراطور فرانز جوزيف وتزوج الاثنان لاحقًا. تنتقل إلى فيينا وتجد نفسها مضطرة للتغلب على تعقيد سياسات المحكمة وأفراد عائلة زوجها المخطّط. حماتها صوفيا، وهي أيضًا خالتها، تستفزها على الفور تقريبًا. يواصل صهرها ماكسيميليان، الشقيق الأصغر لفرانز جوزيف، محاولة التفوق على أخيه الأكبر وإثبات أنه أكثر جدارة بالحكم.

## الشخصيات
- Devrim Lingnau بدور الإمبراطورة إليزابيث
- فيليب فروسون في دور الإمبراطور فرانز جوزيف
- ميليكا فروتان بدور صوفيا، والدة الإمبراطور فرانز جوزيف
- يوهانس نوسباوم بدور الأرشيدوق ماكسيميليان
- إليسا شلوت بدور هيلين، أخت إليزابيث الكبرى
- يوردس تريبل بدور أميرة بافاريا لودوفيكا، والدة هيلين وإليزابيث
- ألميلا باجرياسيك
- ويبك بولس

## التصوير
في ديسمبر 2020، أعلنت نتفليكس أنها على وشك بدء الإنتاج لمسلسل من 6 حلقات يحمل عنوان العمل The Empress استنادًا إلى حياة الإمبراطورة النمساوية إليزابيث بافاريا، الملقبة بالسيسي. المسلسل من إخراج كاترين جيبي وفلوريان كوسين مع كتابة بيرند لانج وجانا ناندزيك. تم الإعلان عن Devrim Lingnau و Philip Froissant في الأدوار الرئيسية.